# Lhota u Trutnova (železniční zastávka)
Lhota u Trutnova je železniční zastávka nacházející se v katastrálním území Bezděkov u Trutnova v lese u osady Peklo, severně od vesnice Lhota, která je součástí Trutnova. Zastávka leží v km 3,499 neelektrizované jednokolejné trati Trutnov – Teplice nad Metují mezi stanicí Trutnov střed a dopravnou Chvaleč.

## Historie
Zastávka s tehdejším německým názvem Bösig-Welhotta byla otevřena 24. září 1908, tedy současně se zprovozněním trati, která zastávkou prochází. Od roku 1945 se používala česká obdoba Bezděkov-Lhota. V roce 1961 se přešlo na označení Lhota u Trutnova.

## Popis zastávky

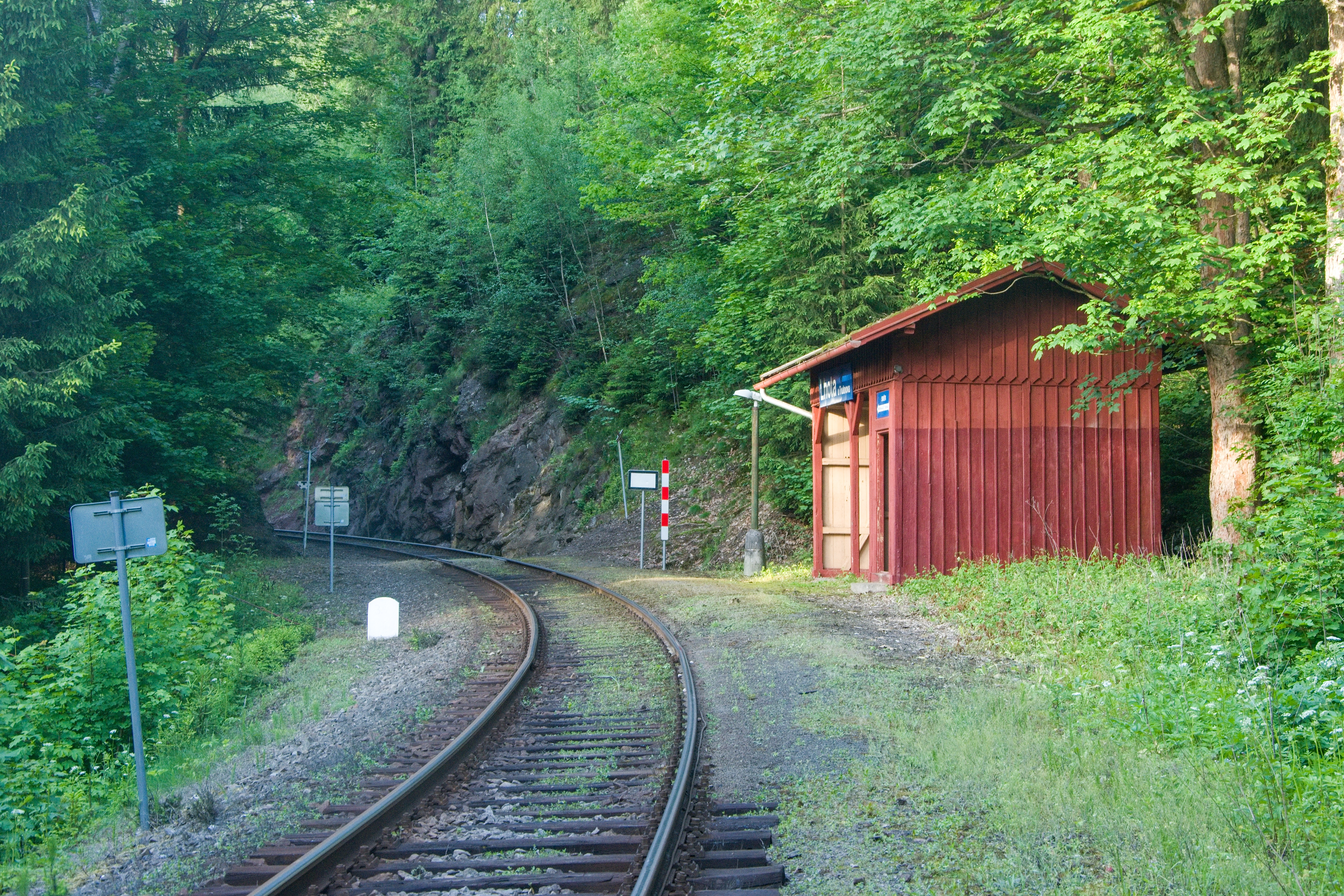
Celkový pohled na zastávku, v pozadí přejezd

V zastávce je u traťové koleje zřízeno sypané vnější jednostranné nástupiště o délce 34 m s nástupní hranou ve výšce 200 mm nad temenem kolejnice. Přístup k zastávce je od přechodu pro pěší přes trať. Cestujícím je k dispozici přístřešek.
U zastávky se v km 3,515 nachází přejezd P4808 zabezpečený výstražnými kříži. Jedná se o pěší přechod traťové koleje.